# يوجين أ. فالنسيا جونيور
يوجين أ. فالنسيا جونيور (بالإنجليزية: Eugene A. Valencia, Jr.)‏ هو ضابط أمريكي، ولد في 13 أبريل 1921 في سان فرانسيسكو في الولايات المتحدة، وتوفي في 15 سبتمبر 1972 في سان أنطونيو في الولايات المتحدة.